# Boxe aux Jeux olympiques d'été de 2012 - Poids lourds hommes
Navigation
Pékin 2008 Rio de Janeiro 2016
L'épreuve masculine de boxe des poids lourds (-91 kg) des Jeux olympiques d'été 2012 de Londres se déroulera au centre d'ExCeL du 1er au 11 août 2012.

## Format de la compétition
Comme tous les événements de boxe olympique, la compétition consiste en un tournoi à élimination directe. Cet évènement regroupe 16 boxeurs qui sont qualifiés pour la compétition par le biais des divers tournois de qualification organisés en 2011 et 2012. La compétition débute par les huitièmes de finale le 1er août, où le nombre de concurrents sera réduit à 8, et se conclut par une finale le 11 août. Les deux perdants des demi-finales obtiennent chacun une médaille de bronze, sans disputer de match pour la troisième place.
Tous les combats se compose de trois périodes de trois minutes où les boxeurs obtiennent des points pour chaque coup de poing portés à la tête ou sur le haut du corps de leur adversaire. Le boxeur avec le plus de points comptabilisés à la fin des périodes se qualifient. Si un boxeur se retrouve au sol et ne peut pas se lever avant que l'arbitre compte jusqu'à 10, le combat est terminé et l'adversaire est déclaré gagnant.

## Horaires
Les temps sont donnés selon l'heure locale au Royaume-Uni (UTC)
| Date                   | Temps          | Série               |
| ---------------------- | -------------- | ------------------- |
| Mercredi 1er août 2012 | 14:30 et 21:30 | Huitièmes de finale |
| Dimanche 5 août 2012   | 21:30          | Quarts de finale    |
| Vendredi 10 août 2012  | 15:30          | Demi-Finales        |
| Samedi 11 août 2012    | 22:15          | Finale              |

## Médaillés
| Or                   | Argent               | Bronze                                   |
| Oleksandr Usyk (UKR) | Clemente Russo (ITA) | Tervel Pulev (BUL) Teymur Mammadov (AZE) |

## Résultats
|  | Huitièmes de finale  | Huitièmes de finale  | Huitièmes de finale |  |  | Quarts de finale   | Quarts de finale   | Quarts de finale |    |                  | Demi-finales     | Demi-finales | Demi-finales |  |  | Finale | Finale | Finale |
|  |                      |                      |                     |  |  |                    |                    |                  |    |                  |                  |              |              |  |  |        |        |        |
|  |                      |                      |                     |  |  |                    |                    |                  |    |                  |                  |              |              |  |  |        |        |        |
|  |                      |                      |                     |  |  | O Usyk (UKR)       | O Usyk (UKR)       | 17               |    |                  |                  |              |              |  |  |        |        |        |
|  | A Beterbiyev (RUS)   | A Beterbiyev (RUS)   | 10+                 |  |  | A Beterbiyev (RUS) | A Beterbiyev (RUS) | 13               |    |                  |                  |              |              |  |  |        |        |        |
|  | M Hunter (USA)       | M Hunter (USA)       | 10                  |  |  |                    |                    |                  |    | O Usyk (UKR)     | O Usyk (UKR)     | 21           |              |  |  |        |        |        |
|  | T Pulev (BUL)        | T Pulev (BUL)        | 10                  |  |  |                    | T Pulev (BUL)      | T Pulev (BUL)    | 5  |                  |                  |              |              |  |  |        |        |        |
|  | X Wang (CHN)         | X Wang (CHN)         | 7                   |  |  | T Pulev (BUL)      | T Pulev (BUL)      | 13               |    |                  |                  |              |              |  |  |        |        |        |
|  | Y Peralta (ARG)      | Y Peralta (ARG)      | 13                  |  |  | Y Peralta (ARG)    | Y Peralta (ARG)    | 10               |    |                  |                  |              |              |  |  |        |        |        |
|  | C Bouloudinats (ALG) | C Bouloudinats (ALG) | 5                   |  |  |                    |                    |                  |    |                  | O Usyk (UKR)     | O Usyk (UKR) | 14           |  |  |        |        |        |
|  | T Mammadov (AZE)     | T Mammadov (AZE)     | 12                  |  |  |                    | C Russo (ITA)      | C Russo (ITA)    | 11 |                  |                  |              |              |  |  |        |        |        |
|  | JT Opetaia (AUS)     | JT Opetaia (AUS)     | 11                  |  |  | T Mammadov (AZE)   | T Mammadov (AZE)   | 19+              |    |                  |                  |              |              |  |  |        |        |        |
|  | J Castillo (ECU)     | J Castillo (ECU)     | 12                  |  |  | S Karneyeu (BLR)   | S Karneyeu (BLR)   | 19               |    |                  |                  |              |              |  |  |        |        |        |
|  | S Karneyeu (BLR)     | S Karneyeu (BLR)     | 21                  |  |  |                    |                    |                  |    | T Mammadov (AZE) | T Mammadov (AZE) | 13           |              |  |  |        |        |        |
|  | J Larduet (CUB)      | J Larduet (CUB)      |                     |  |  |                    | C Russo (ITA)      | C Russo (ITA)    | 15 |                  |                  |              |              |  |  |        |        |        |
|  | A Mazaheri (IRI)     | A Mazaheri (IRI)     | DSQ                 |  |  | J Larduet (CUB)    | J Larduet (CUB)    | 10               |    |                  |                  |              |              |  |  |        |        |        |
|  | T Silva (ANG)        | T Silva (ANG)        | WO                  |  |  | C Russo (ITA)      | C Russo (ITA)      | 12               |    |                  |                  |              |              |  |  |        |        |        |
|  | C Russo (ITA)        |                      |                     |  |  |                    |                    |                  |    |                  |                  |              |              |  |  |        |        |        |